# Havelock (Carolina do Norte)
Havelock é uma cidade localizada no estado norte-americano de Carolina do Norte, no Condado de Craven.

## Demografia
Segundo o censo norte-americano de 2000, a sua população era de 22.442 habitantes.
Em 2006, foi estimada uma população de 21.906, um decréscimo de 536 (-2.4%).

## Geografia
De acordo com o United States Census Bureau tem uma área de
45,5 km², dos quais 43,3 km² cobertos por terra e 2,2 km² cobertos por água. Havelock localiza-se a aproximadamente 7 m acima do nível do mar.

## Localidades na vizinhança
O diagrama seguinte representa as localidades num raio de 24 km ao redor de Havelock.